# (6671) Concari
(6671) Concari ist ein Asteroid des Hauptgürtels, der am 5. Juli 1994 von der US-amerikanischen Astronomin Eleanor Helin am Palomar-Observatorium (Sternwarten-Code 675) in Kalifornien entdeckt wurde.
Der Asteroid wurde am 26. Juli 2010 nach dem italienischen Amateurastronomen Paolo Concari (* 1978) benannt, der am Osservatorio Astronomico „Galileo Galilei“ di Suno in Suno in der Provinz Novara arbeitet.